# Quartetto Euphòria
Il Quartetto d'archi umoristico femminile Euphoria si è costituito nel 1999, tenuto a battesimo dalla Banda Osiris, con la quale hanno in seguito anche inciso e collaborato in diverse occasioni.
Nel gennaio 2002 il Quartetto ha collaborato con la Fondazione Fabrizio De André eseguendo alcuni arrangiamenti originali di brani del grande cantautore genovese. Tra le attività del Gruppo si contano anche diverse colonne sonore: Amore con la S maiuscola di Paolo Costella, Tartarughe sul dorso di Stefano Pasetto, L'imbalsamatore ed Estate Romana di Matteo Garrone, e Primo Amore.

## Formazione
- Marna Fumarola: violino
- Suvi Valjus: violino
- Hildegard Kuen: viola
- Michela Munari: violoncello.